# Christian Hoeft

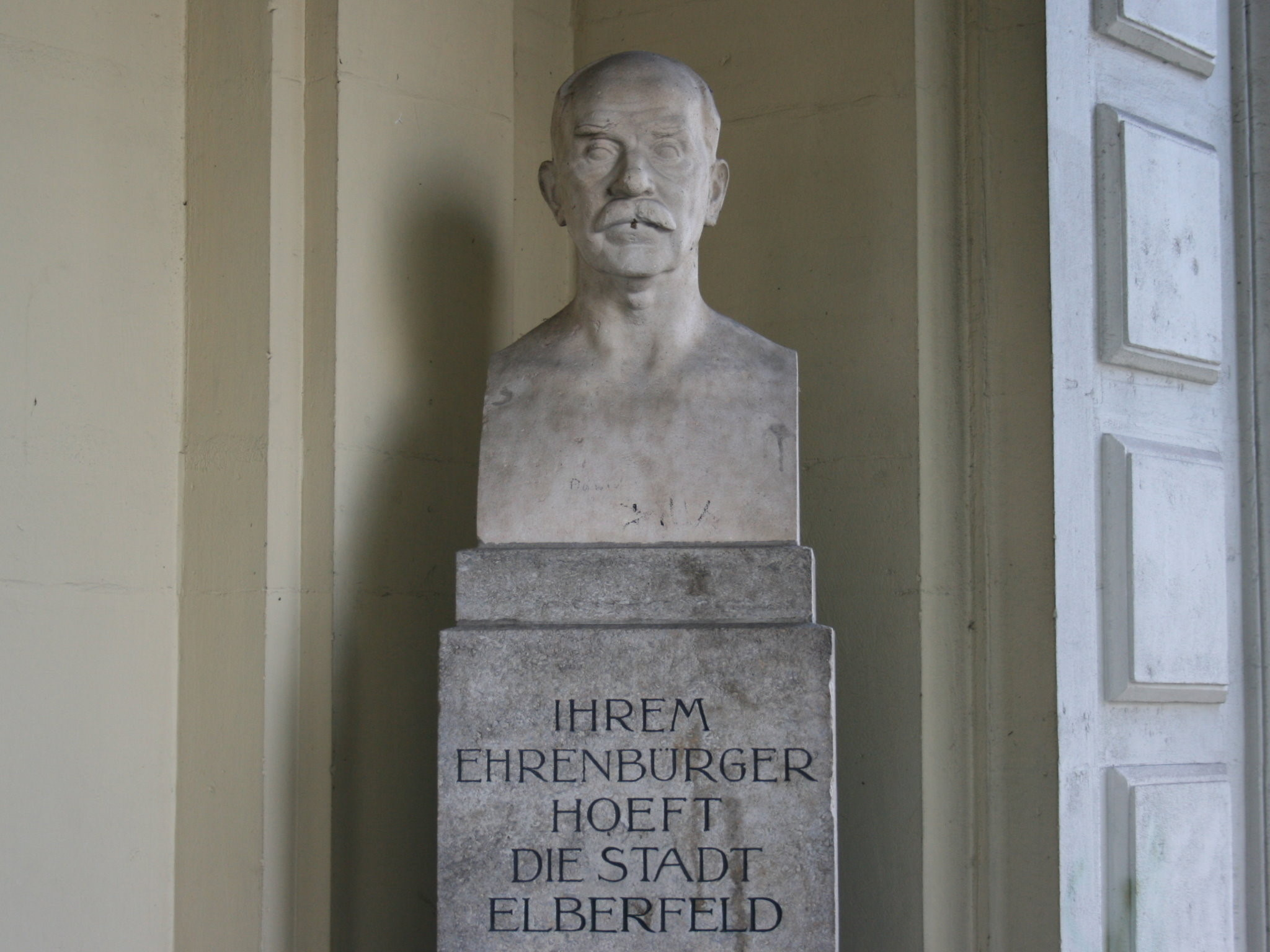
Büste von Christian Hoeft am Portal der ehemaligen Eisenbahndirektion in Wuppertal

Christian Hoeft (* 10. Mai 1847 in Riesenburg, Westpreußen; † 8. Februar 1935 in Wuppertal) war ein deutscher Eisenbahn-Bauingenieur und preußischer Baubeamter, der von 1903 bis 1919 als Präsident die Königliche Eisenbahndirektion Elberfeld leitete.

## Leben
Christian Hoeft war der Sohn eines wohlhabenden Bauern und besuchte die Stadtschule in Riesenburg sowie das Realgymnasium in der westpreußischen Kreisstadt Elbing, anschließend studierte er Bauingenieurwesen an der Technischen Hochschule Charlottenburg. Nach dem bestandenen zweiten Staatsexamen wurde er am 9. Januar 1875 zum Regierungsbaumeister (Assessor in der staatlichen Bauverwaltung) ernannt. Knapp acht Monate später, im September 1875, heiratete er in Saalfeld Helene geb. Meyer (1854–1918), die Tochter eines verstorbenen Postdirektors. Am 1. April 1885 folgte seine Ernennung zum Eisenbahn-Bau- und Betriebsinspektor, am 30. Dezember 1893 die Ernennung zum Regierungs- und Baurat.
Hoeft war ab dem 15. Oktober 1894 bei der Eisenbahndirektion Elberfeld tätig, ein Jahr später wurde er zum Direktor ernannt. Am 8. September 1902 wurde er zum Oberbaurat befördert und kurzzeitig zur Eisenbahndirektion Königsberg versetzt. Von dort kehrte er bereits am 19. August 1903 als Präsident der Eisenbahndirektion Elberfeld zurück. Am 30. September 1919 ging er in den Ruhestand. In seiner Dienstzeit wurden im Direktionsbezirk viele Eisenbahnstrecken neu angelegt oder ausgebaut, die für die infrastrukturelle und wirtschaftliche Entwicklung der Region bedeutend waren.

## Auszeichnungen und Ehrungen
Am 29. Juli 1910 wurde Hoeft die Ehrenbürgerwürde der Stadt Elberfeld verliehen. Er trug außerdem bereits 1912 mehrere hohe preußische und ausländische Orden, Zeitpunkt und Grund der jeweiligen Verleihung sind nicht überliefert:
- Fürstlich Schwarzburgisches Ehrenkreuz III. Klasse
- Kaiserlich Chinesischer Orden vom Doppelten Drachen II. Klasse
- Königlich Preußischer Kronen-Orden II. Klasse
- Königlich Preußischer Roter Adlerorden II. Klasse mit Eichenlaub
- Offiziers-Kreuz des Königlich Belgischen Ordens Leopolds II.

Bereits kurz nach seinem Ausscheiden aus dem Dienst wurde am 7. Dezember 1919 vor dem Verwaltungsgebäude der Eisenbahndirektion Elberfeld am Döppersberg ein Denkmal für Christian Hoeft eingeweiht. Es besteht aus Muschelkalk, der vierkantige Sockel trägt eine Büste Hoefts. Die Inschrift lautete: „Ihrem Ehrenbürger Hoeft Die Stadt Elberfeld“. Als der Vorplatz später zugunsten des gewachsenen Straßenverkehrs aufgegeben wurde, versetzte man das Denkmal ins Innere des Gebäudes.
Hoefts Ehrengrab liegt auf dem Alten Reformierten Friedhof Hochstraße.
Wenige Wochen nach seinem Tod schenkte seine Tochter Elisabeth Hoeft (* 10. Juli 1876, wohl sein einziges Kind) der Stadt Wuppertal am 11. März 1935 eine Bronze-Plakette mit dem Reliefporträt ihres Vaters, deren Urheber vermutlich der Düsseldorfer Bildhauer Karl Janssen war. Sie wurde im Sitzungszimmer der Ratsherren und später im Sitzungssaal des Elberfelder Rathauses angebracht. Sie verschwand in der Zeit des Zweiten Weltkriegs, möglicherweise wurde sie für Rüstungszwecke eingeschmolzen.
Der Präsident-Hoeft-Tunnel ist volkstümlich nach Hoeft benannt.